# Mechanitis isthmia
Mechanitis isthmia är en fjärilsart som beskrevs av Bates 1863. Mechanitis isthmia ingår i släktet Mechanitis och familjen praktfjärilar. Inga underarter finns listade i Catalogue of Life.